# تانگایه
تانگایه شهری در شهرستان کونگوسی در استان بام در بورکینافاسوی شمالی است و جمعیت آن ۶۰۵ نفر است.